# ماغدا أندرسون
ماغدا أندرسون (بالسويدية: Magda Andersson)‏ هي سائقة سيارة سباق سويدية، ولدت في 14 يوليو 1998 في Hörby ‏ في السويد.

## وصلات خارجية
- الموقع الرسمي
- ماغدا أندرسون على موقع DriverDB.com (الإنجليزية)